# Salvador Luria
Salvador Edward Luria, numele la naștere Salvatore Edoardo Luria, (n. 13 august 1912, Torino, Italia – d. 6 februarie 1991, Lexington, Massachusetts, SUA) a fost un medic și biolog italian naturalizat american. Lucrările sale cu caracter de pionierat asupra bacteriofagilor au contribuit la crearea biologiei moleculare. Este laureat, împreună cu Max Delbrück și Alfred Hershey, al Premiului Nobel pentru Fiziologie sau Medicină (1969), „pentru descoperirile lor privitoare la mecanismul replicării și structura genetică a virusurilor”.